# معركة ويستربلات
معركة ويستربلات (بالإنجليزية: Battle of Westerplatte)‏ هي أول معركة في غزو بولندا، وكذلك هي أول معركة في الحرب العالمية الثانية في أوروبا. حيث قامت القوات البحرية والجنود الألمان وشرطة دانزغ في 1 سبتمبر 1939 بالاعتداء على مستودع النقل العسكري البولندي (Wojskowa Składnica Tranzytowa) في شبه جزيرة ويستربلات في ميناء مدينة دانزيغ الحرة. واستمر البولنديون لمدة سبعة أيام في مواجهة هجوم كثيف شمل هجمات القاذفات الانتحارية.
وكان الدفاع عن وستربلات مصدر إلهام للجيش البولندي والناس في مواجهة التقدم الألماني الواسع في أماكن أخرى من بولندا، واليوم تعتبر رمزاً للمقاومة للغزو. الموقع هو واحد من الآثار التاريخية الوطنية الرسمية في بولندا.